# Crocodilo
Os crocodilos ou Crocodylidae são uma família de répteis com quatorze espécies. O termo "crocodilo" também é usado às vezes num sentido mais amplo para se referir à ordem Crocodylia (crocodilianos). Os crocodilos verdadeiros (família Crocodylidae),  os gaviais (família Gavialidae) e os caimões, os aligatores e jacarés (família Alligatoridae).
Os crocodilos vivem na África, Ásia e Austrália. A maioria dos crocodilos vivem nas margens de rios, enquanto os da Austrália e ilhas do Pacífico também frequentam o mar. Os crocodilos não possuem predadores naturais, por se tratar de um animal de topo na cadeia alimentar.
O maior réptil hoje na face da terra é o crocodilo-de-água-salgada encontrado no norte da Austrália e ilhas do sudeste da Ásia.
Os crocodilos, depois das aves, são os parentes mais próximos dos dinossauros atualmente. Tanto dinossauros quanto crocodilos evoluíram dos tecodontes, assim como as aves podem ter evoluído dos dinossauros. Estudos da Universidade da Califórnia em Santa Cruz mostram que os crocodilos são mais próximos filogeneticamente das aves do que de qualquer outra espécie vivente de réptil, como os lagartos e as cobras, devido a terem o mesmo ancestral comum, havendo a divergência há 240 milhões de anos. Isso faz com que os crocodilos sejam mais aparentados com as aves do que com todos os outros répteis atuais. Surgiram há 248 milhões de anos aproximadamente, tendo convivido com dinossauros. Apesar de não terem a mesma mobilidade que seus antepassados, já foram registados crocodilos que podem correr nas margens de rios a uma velocidade de até 58 km/h. São carnívoros e se alimentam, principalmente, de peixes, aves aquáticas e mamíferos de pequeno e médio porte.

## Origem do nome
Na Europa medieval, o crocodilo era um animal pouco menos que mitológico, conhecido apenas pelas referências de gregos e romanos que o haviam visto no Egito. Os romanos chamaram-no crocodilus, palavra que tomaram do grego krokodeilos. Em textos ibéricos, a palavra aparece registrada pela primeira vez em 1251, como cocodrillus.
Os gregos cunharam esse nome, tomando-lhe de kroké (pedra) e drilos (gusano, verme) depois de terem observado os crocodilos sobre bancos de areia e na margem dos rios desfrutando do calor do sol, imóveis como pedras.
Desde a antiguidade clássica, difundiu-se o mito de que o crocodilo emite um som semelhante a um soluço humano, quando atraem as pessoas até às suas cavernas. E depois de devorá-las, deixam cair lágrimas amargas, talvez de compaixão pelo triste destino das suas vítimas. Esta é a origem da expressão "derramar lágrimas de crocodilo", usada para se referir a quem chora para fingir um sentimento que não é verdadeiro.
De acordo com o professor Ari Riboldi, no seu livro O Bode Expiatório, a origem da expressão é biológica, mas não tem a ver com fingimento.
Quando o crocodilo está a digerir um animal, a passagem deste pode pressionar com força o céu da boca do réptil, o que comprime as suas glândulas lacrimais. Assim, enquanto ele devora a vítima, caem lágrimas dos seus olhos.
São lágrimas naturais mas obviamente não significam que o animal se emocione ou sinta pena da sua presa. Daí vem a expressão "lágrimas de crocodilo", querendo dizer que, embora a pessoa chore, as suas lágrimas não significam que ela esteja a sofrer, e muitas vezes são mesmo apenas um fingimento.

## A mordida do crocodilo

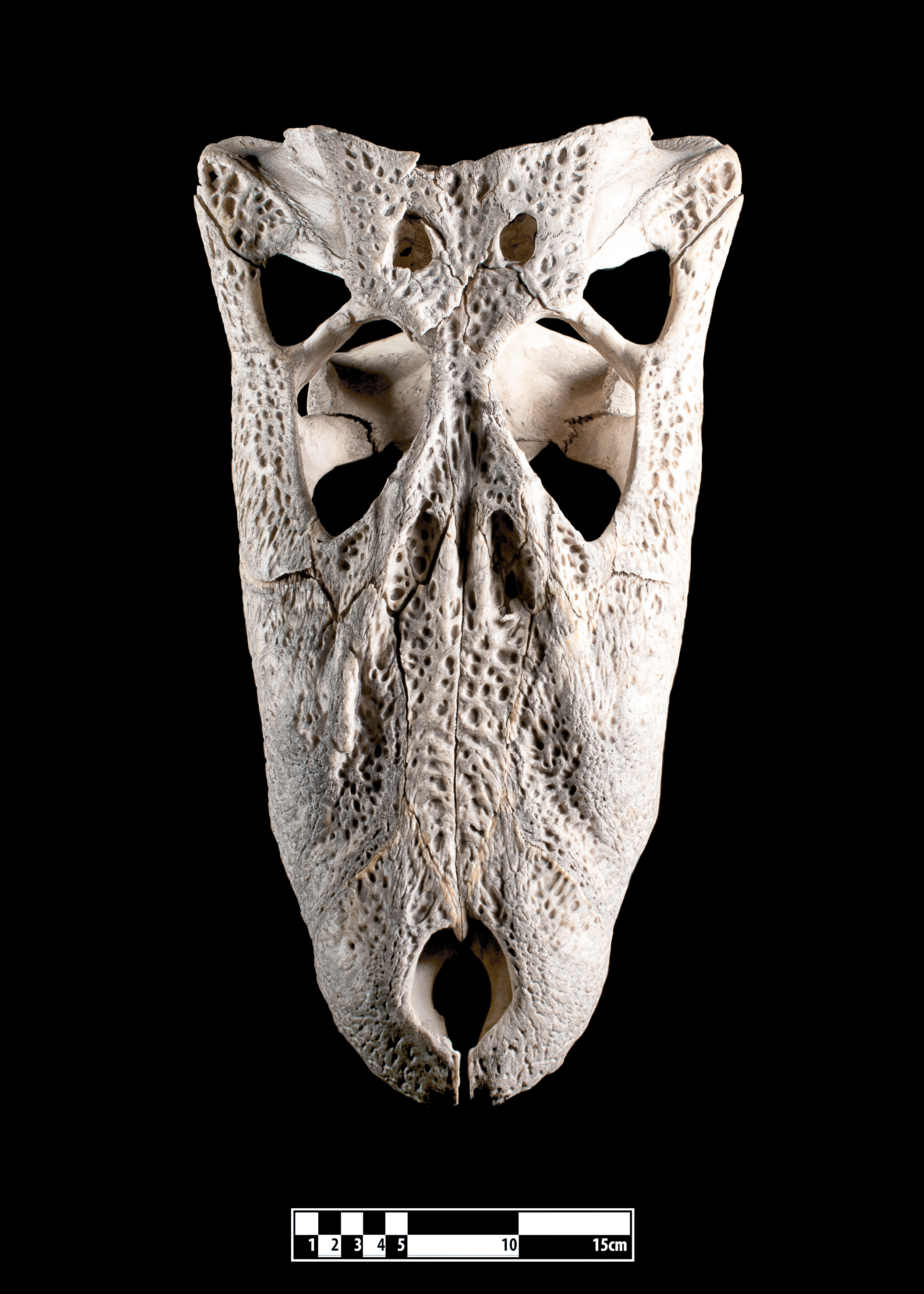
Espécime do crânio de um crocodilo, vista superior, preparado pela técnica de maceração óssea. Em exposição no MAV/USP.

A principal arma do crocodilo é sua poderosa mandíbula recheada de dentes (podem chegar a 80). Segundo estudos de Gregory Erickson e Kent Vliet, da Universidade Estadual da Flórida, e de Brady Barr, do canal National Geographic, uma dentada de um destes animais pode chegar à incrível marca de 1.5 toneladas. Para se ter uma ideia da força da dentada, seria o mesmo que colocar um objeto de uma tonelada sobre um braço com algo afiado entre a pele e o objeto.
Essa impressionante explosão de energia pode perfurar o casco de tartarugas, uma das presas favoritas dos crocodilos. Apesar de ter muitos dentes, este réptil não mastiga o seu alimento. Os seus dentes não são alinhados adequadamente para a mastigação. Assim, ele arranca pedaços das vítimas girando o corpo e rasgando a pele da presa. Com a carne na boca, ele apenas engole ossos, pelos e cascos inteiros. Apesar de terem uma das mordidas mais poderosas do reino animal, os crocodilos - e até mesmo seus ancestrais herbívoros - tinham esmalte de dentes finos, um traço que contrasta com os humanos e outras espécies que mordem com força.
Outro fator que impede que o crocodilo mastigue o seu alimento é que o músculo que abre a boca é bem mais fraco do que o músculo que a fecha. Essa composição favorece mordidas rápidas e enérgicas. Por isso é comum observar pesquisadores lidando com animais enormes controlados com somente uma fita adesiva enrolada na boca. Quando não está servindo aos interesses de cientistas, o crocodilo pode abrir a sua boca num ângulo superior a 75º. Isso auxilia tanto na obtenção de calor nos seus "banhos de Sol", assim como facilita na caça de animais de grande porte, como zebras, búfalos, gnus e até elefantes.

## Digestão poderosa
Como esse réptil engole suas presas em pedaços, às vezes até membros inteiros, sua digestão tem de ser extremamente eficaz e rápida. Por muito tempo os cientistas não entendiam como os crocodilos e os jacarés conseguiam destruir esse alimento em seu estômago, proporcionalmente pequeno para um animal de centenas de quilos. Durante uma autópsia, liderada pelo biólogo Richard Dawkins, exibida semanalmente no canal pago "National Geographic Channel", descobriu-se que há uma artéria a mais no coração destes animais.
A artéria passa por trás do músculo cardíaco e chega ao estômago. Assim, com essa estrutura incomum, o aparelho digestivo do crocodilo recebe mais irrigação sanguínea e consegue produzir muito mais suco gástrico para triturar a pesada alimentação do animal.

## Características
Tem cascos duríssimos e resistentes e são verdes ou esverdeados. Um estudo recente da revista Zoological Journal of the Linnean Society, concluiu que as couraças dos crocodilos atuais são diferentes dos seus antepassados pré-históricos.

## Taxonomia
- Ordem Crocodylia
  - Família Crocodylidae
    - Crocodilo-americano, Crocodylus acutus 
    - Crocodilo-de-focinho-delgado, Crocodylus cataphractus 
    - Crocodilo-do-oeste-africano, Crocodylus suchus
    - Crocodilo-do-orinoco, Crocodylus intermedius  
    - Crocodilo-de-água-doce, Crocodylus johnstoni
    - Crocodilo-filipino, Crocodylus mindorensis
    - Crocodilo-de-morelet, Crocodylus moreletii 
    - Crocodilo-do-nilo, Crocodylus niloticus 
    - Crocodilo-da-nova-guiné, Crocodylus novaeguineae
    - Crocodilo-persa Crocodylus palustris
    - Crocodilo-de-água-salgada, Crocodylus porosus 
    - Crocodilo-cubano, Crocodylus rhombifer  
    - Crocodilo-siamês, Crocodylus siamensis
    - Crocodilo-anão, Osteolaemus tetraspis
    - Gavial-falso, Tomistoma schlegelii

  - Família Alligatoridae: aligatores ou jacarés
  - Família Gavialidae: Gavial